# Torre de televisión de Vännäs
La Torre de TV de Vännäs (en sueco: Vännäsmasten) es una torre de radiodifusión de 323 m (1060 pies) de alto con base de concreto que se utiliza para la transmisión de señales de FM / TV.
Comparable a la Torre Gerbrandy en Ijsselstein, Países Bajos, la torre de televisión Vännäs es una torre de televisión de concreto parcialmente con una torre de hormigón como sótano y un mástil, aunque este último es más corto; la Torre Gerbrandy posee una altura de 366,8 m (1203 pies). La torre fue construida en 1988 como reemplazo para una torre previa destruida por la acumulación de hielo.